# Société des amis du vieux Reims
La Société des amis du vieux Reims (SAVR) est une association selon la loi de 1901 qui a pour objet d'aider à la protection, à la conservation et à la mise en valeur du patrimoine de la ville de Reims.

## Création

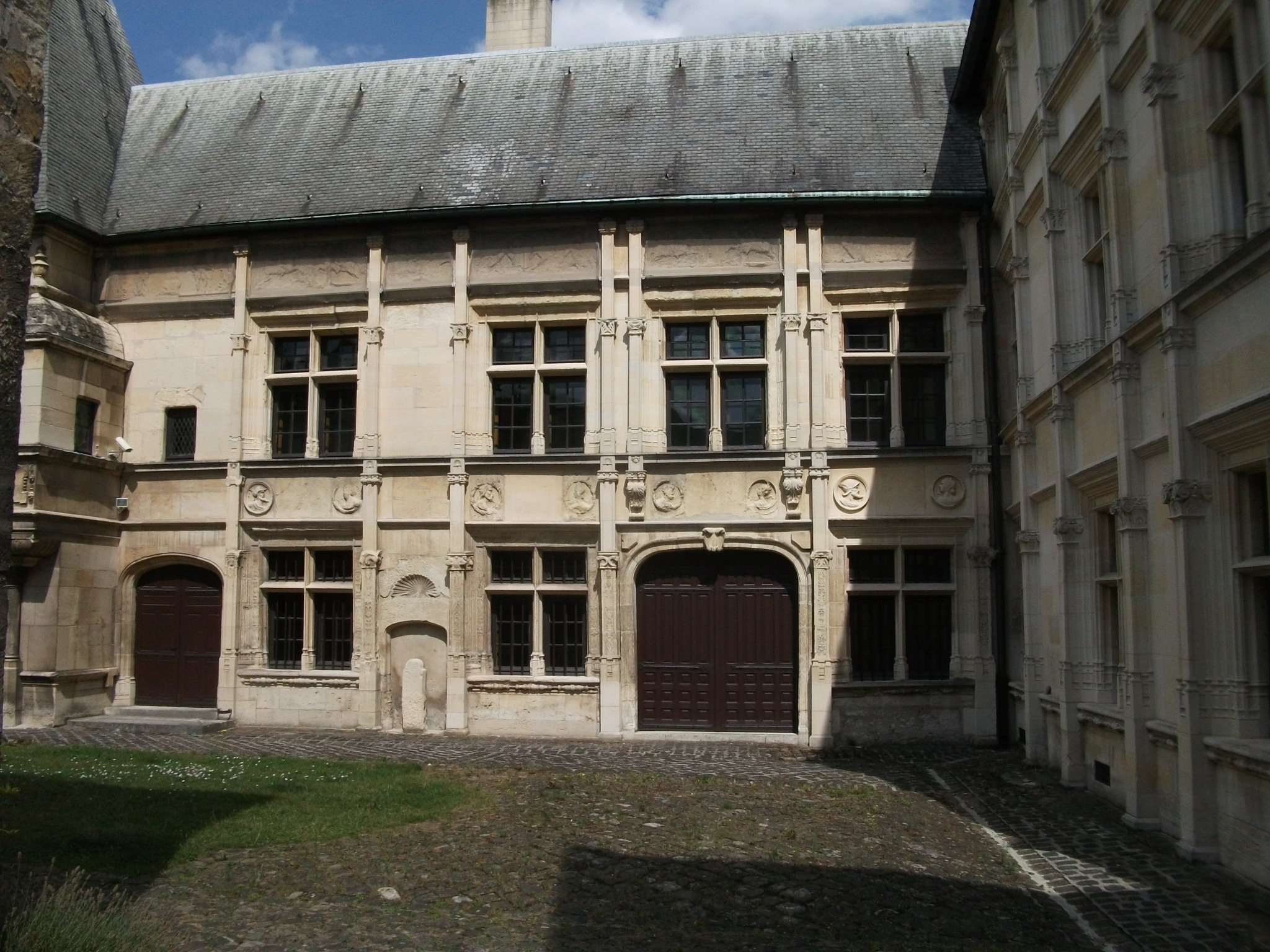
Musée-hôtel Le Vergeur, siège de la société.

Fondée le 3 février 1909 par le voyageur et photographe Hugues Krafft (1853-1935), l'association est reconnue d'utilité publique en 29 décembre 1913.

## Musée
Le musée-hôtel Le Vergeur est à la fois le siège de l'association, un lieu d'exposition présentant des gravures de Dürer, du mobilier Renaissance et des œuvres collectées lors de voyages en Asie au début du XXe siècle, le tout dans un hôtel bourgeois du XVIe siècle.

## Fonctionnement
Activités

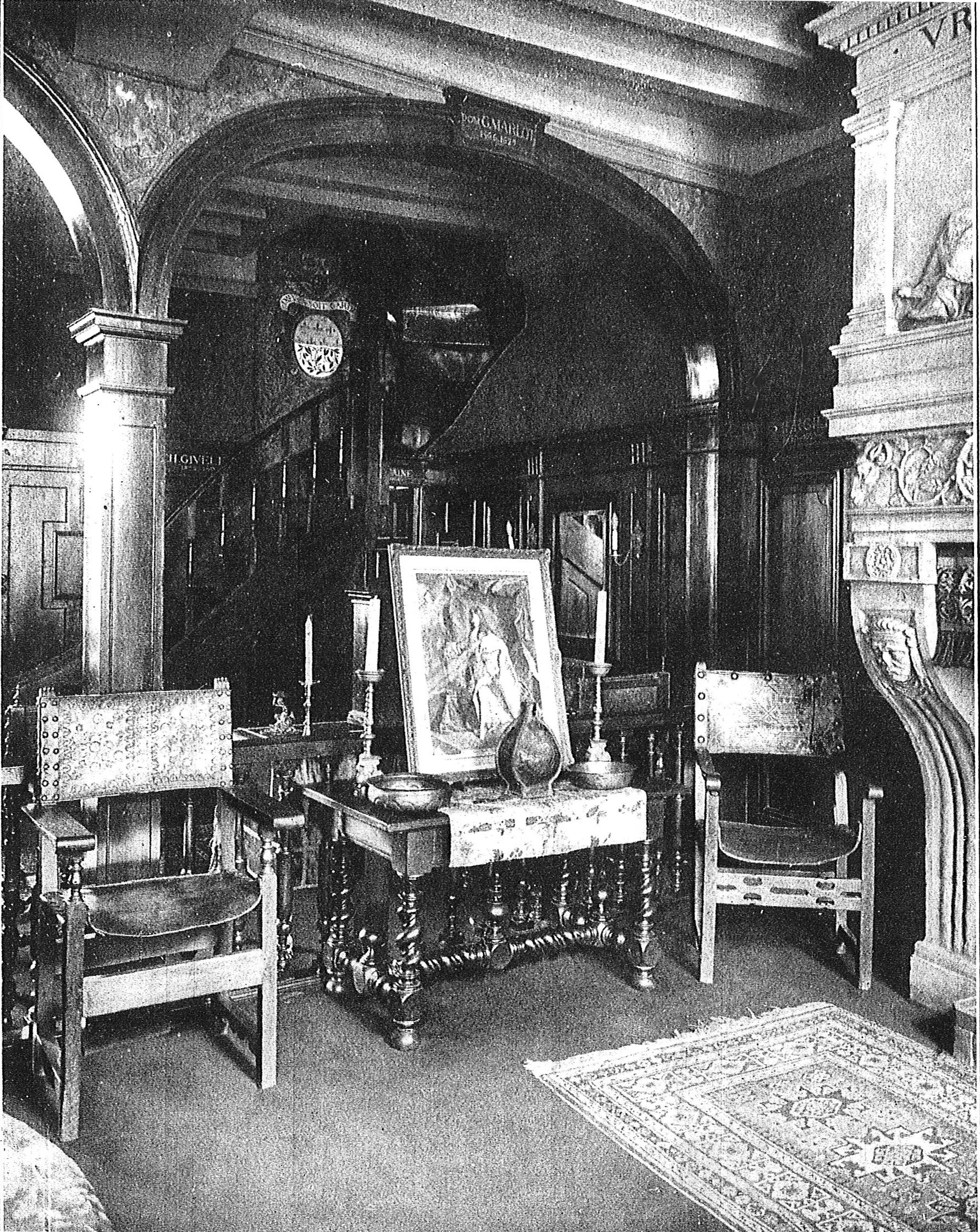
Dans la maison Coquebert, 5 rue Salin appartenant au sociétaire Ernest Kalas.

Outre l'entretien du musée, l'association organise des visites guidées, des conférences et la parution d'un bulletin : Regards sur notre patrimoine.
Présidence de l'association
| Identité                 | Période    | Période | Durée |
| Identité                 | Début      | Fin     | Durée |
| ------------------------ | ---------- | ------- | ----- |
| Pol Gosset (1868 - 1942) | 1937       | 1942    | 5 ans |
| Jean-François Cornu (d)  | avril 2016 | 2020    | 4 ans |
| Francis Leroy (d)        | 2020       |         |       |

Vice-présidence de l'association
- Maurice Hollande

### Fonds d'archives
- Fonds : Annuaire-bulletin de la Société des amis du vieux Reims (1910-1985) [0,19 mètre].  Cote : Delta 29/1-4. Archives départementales de la Marne (présentation en ligne).